# Legénd
Legénd je vas na Madžarskem, ki upravno spada pod podregijo Rétsági Županije Nógrád.